# Stalbach
Stalbach ist ein Ortsteil der Ortsgemeinde Lichtenborn im Eifelkreis Bitburg-Prüm in Rheinland-Pfalz.

## Geographische Lage
Stalbach liegt rund 2 km nordwestlich des Hauptortes Lichtenborn auf einer Hochebene. Der Ortsteil zählt zur Landschaft Islek im Westen der Eifel. Umgeben ist Stalbach von umfangreichen landwirtschaftlichen Nutzflächen sowie zwei Waldgebieten. Nördlich und westlich des Ortes fließt der Kelsbach. Zu Stalbach gehört der Weiler Fuchswiese.

## Geschichte
Die durchgeführten Rodungsarbeiten, um freie Flächen für den Hausbau zu schaffen, sprechen für eine späte Entstehung des Ortsteils. Das heutige Gemeindegebiet war lange Zeit ausschließlich von Wald bestanden.
Bis Ende des 18. Jahrhunderts gehörten Lichtenborn und Stalbach zum Kondominium Pronsfeld. Am 1. Januar 1973 wurde die bis dahin selbständige Gemeinde Stalbach, mit damals 87 Einwohnern, nach Lichtenborn eingemeindet.

## Wappen von Lichtenborn
Das Wappen der heute übergeordneten Gemeinde Lichtenborn wurde in Anlehnung an die drei Ortsteile der Gemeinde entworfen und stellt diese ebenfalls symbolisch dar.
| Wappen von Lichtenborn | Blasonierung: „In Silber eine rote Deichsel umgeben von drei schwarzen Schleifen.“ |
| Wappen von Lichtenborn | Wappenbegründung: Die Deichsel steht für die Straßengabelung im Dorfzentrum von Lichtenborn, an der die aus dem Prümtal kommende Bundesstraße 410 nach links in Richtung Luxemburg verschwenkt und von der nach rechts in Richtung Belgien die Landesstraße 9 wegführt. Die drei ehemaligen Gemeinden Lichtenborn, Kopscheid und Stalbach werden durch die drei Schleifen symbolisiert, die in Anlehnung an Ornamenten auf Lichtenborner Schaftkreuzen aus dem 18. Jahrhundert gestaltet sind. An das Wappen der Familie von Brandenburg und auch an das älteste Wappen der Grafen von Vianden sind die Farben Rot und Silber angelehnt. Den luxemburgischen Herren von Brandenburg gehörte das Patronat über die Lichtenborner Kirche und stammen von den Viandener Grafen ab. Letztere ließen vermutlich die erste Kirche in Lichtenborn bauen. |

## Kultur und Sehenswürdigkeiten
Im Ortsteil Stalbach befindet sich die Kapelle der Maria, Königin der Engel. Der Bau wurde bereits nach dem Zweiten Weltkrieg durch einen Kölner Arzt geplant, verzögerte sich jedoch weit nach hinten. Am 29. Juli 1962 erfolgte die Grundsteinlegung und am 1. Mai 1965 die Einweihung der Kapelle.
Siehe auch: Liste der Kulturdenkmäler in Lichtenborn

## Wirtschaft und Infrastruktur

### Unternehmen
Im Ortsteil Stalbach wird eine Pension betrieben.

### Verkehr
Es existiert eine regelmäßige Busverbindung.
Stalbach ist durch die Kreisstraße 145 erschlossen und liegt unweit der Landesstraße 9.